# Drebkau
Drebkau település Németországban, azon belül Brandenburgban. Lakosainak száma 5534 fő (2023. december 31.). Drebkau Cottbus, Kolkwitz, Vetschau/Spreewald, Altdöbern, Neu-Seeland, Neupetershain, Welzow, Spremberg és Neuhausen/Spree községekkel határos.

## Népesség
A település népességének változása:
| Lakosok száma | 6628 | 6324 | 5910 | 5626 | 5508 | 5432 | 5511 | 5534 |
|               | 2000 | 2005 | 2010 | 2015 | 2020 | 2021 | 2022 | 2023 |